# David Baker (Pokerspieler, 1986)
David Baker (* 17. Oktober 1986 in Charlotte, North Carolina) ist ein professioneller US-amerikanischer Pokerspieler. Er ist dreifacher Braceletgewinner der World Series of Poker. Aufgrund eines gleichnamigen Pokerspielers trägt er den Spitznamen „Bakes“.

## Persönliches
Baker studierte zwei Jahre an der Michigan State University in East Lansing, schloss das Studium aufgrund seiner Pokerkarriere jedoch nicht ab. Er lebt in Las Vegas.

## Pokerkarriere

### Werdegang
Der Amerikaner entdeckte in der High School Poker für sich und begann während seines Studiums um Geld zu spielen. In privaten Runden spielte er mit Justin Scott und Dean Hamrick, die mittlerweile auch professionelle Pokerspieler und jeweils Braceletgewinner der World Series of Poker sind. Von Juli 2006 bis September 2019 spielte Baker online unter den Nicknames WhooooKidd (PokerStars sowie Absolute Poker) und Bussa Buss (Full Tilt Poker sowie UltimateBet). Mit Online-Turnierpoker hat er sich mehr als 5 Millionen US-Dollar erspielt, wobei der Großteil von mehr als 4 Millionen US-Dollar auf der Plattform PokerStars gewonnen wurde. Bei der dort ausgespielten World Championship of Online Poker setzte sich der Amerikaner 2014 bei einem Event in der Variante 8-Game durch. Im Jahr 2009 stand er zeitweise auf dem vierten Platz des PokerStake-Rankings, das die erfolgreichsten Onlinepoker-Turnierspieler weltweit listet. Seit 2007 nimmt Baker auch an renommierten Live-Turnieren teil.
Seine erste Live-Geldplatzierung erreichte Baker im November 2007 beim Main Event der World Poker Tour (WPT) in Mashantucket, bei dem er für seinen 35. Platz knapp 20.000 US-Dollar erhielt. Mitte April 2008 belegte er bei einem Turnier des Five Star World Poker Classic im Hotel Bellagio am Las Vegas Strip den mit rund 230.000 US-Dollar dotierten zweiten Platz. Im Juni 2008 war der Amerikaner erstmals bei der World Series of Poker (WSOP) im Rio All-Suite Hotel and Casino am Las Vegas Strip erfolgreich und kam zweimal, u. a. im Main Event, in die Geldränge. Bei der WSOP 2010 wurde Baker bei der Poker Player’s Championship Sechster und erhielt über 270.000 US-Dollar und gewann einige Tage später die Weltmeisterschaft in No Limit Deuce to Seven Draw. Dafür erhielt er ein Bracelet sowie eine Siegprämie von knapp 300.000 US-Dollar. Mitte Januar 2011 belegte der Amerikaner beim High-Roller-Event des PokerStars Caribbean Adventures auf den Bahamas den sechsten Platz, der mit rund 200.000 US-Dollar bezahlt wurde. Einen Monat später wurde er beim WPT-Main-Event in Los Angeles Siebter und sicherte sich mehr als 175.000 US-Dollar. Bei der WSOP 2012 gewann Baker ein Turnier in H.O.R.S.E. und erhielt neben seinem bisher höchsten Preisgeld von über 450.000 US-Dollar sein zweites Bracelet. Ein Jahr später erreichte er bei der World Series of Poker insgesamt acht Geldplatzierungen und drei Finaltische, womit er den fünften Platz in der Rangliste des WSOP Player of the Year belegte. Bei der WSOP 2018 wurde der Amerikaner bei einem H.O.R.S.E.-Event nach verlorenem Heads-Up gegen John Hennigan Zweiter und sicherte sich mehr als 250.000 US-Dollar. Bei der WSOP 2021 entschied Baker ein Event in Limit 2-7 Lowball Triple Draw für sich und erhielt sein drittes Bracelet und knapp 90.000 US-Dollar.
Insgesamt hat sich Baker mit Poker bei Live-Turnieren mehr als 3,5 Millionen US-Dollar erspielt.

### Braceletübersicht
Baker kam bei der WSOP 86-mal ins Geld und gewann drei Bracelets:
| Jahr | Buy-in (in $) | Turnier                                | Teilnehmer | Preisgeld (in $) |
| ---- | ------------- | -------------------------------------- | ---------- | ---------------- |
| 2010 | 10.000        | No-Limit 2-7 Lowball Draw Championship | 101        | 294.321          |
| 2012 | 10.000        | H.O.R.S.E.                             | 178        | 451.779          |
| 2021 | 01.500        | Limit 2-7 Lowball Triple Draw          | 285        | 087.837          |